# 石川典佳
石川 典佳（いしかわ のりよし、本名同じ、1977年12月2日 - ）は、日本の俳優。MC企画所属。血液型はA型。身長182cm。広島県福山市出身。

## 出演

### テレビドラマ
- 密命 寒月霞斬り　第2話（2008年、テレビ東京） - 鳶
- その男、副署長
  - その男、副署長2　第6話（2008年、テレビ朝日） - 吉田孝弘
  - その男、副署長3　第9話（2009年、テレビ朝日） - SIT隊員
- おみやさん
  - おみやさん6　第7話（2008年、テレビ朝日） - ラジオDJ（声のみ）
  - おみやさん6　第14話（2009年、テレビ朝日） - 派遣スタッフ
- 水戸黄門
  - 第39部　第4話（2008年、TBS） - 破落戸
  - 第39部　第13話（2008年、TBS） - 奉行所侍
  - 第40部　第8話（2009年、TBS） - 鶴松
- 科捜研の女
  - season8（新・科捜研の女4、テレビ朝日）（2008年） - 報道記者
  - season9（2009年、テレビ朝日） - 検事
- 必殺仕事人2009　第4話（2009年、テレビ朝日） - 弥助
- 京都地検の女5　第2話（2009年、テレビ朝日） - ジョギング夫
- メイド刑事　最終話（2009年、テレビ朝日） - 大学院生
- 寧々～おんな太閤記（2009年、テレビ東京） - 武士
- 853～刑事・加茂伸之介　第1話（2010年、テレビ朝日） - 護送官
- 広域警察　ふたりの刑事（2010年、テレビ朝日） - 奈良ダイヤホテルフロントマン
- 雲霧仁左衛門（2013年、NHK BSプレミアム） - 井口源助
  - 雲霧仁左衛門2（2015年）
  - 雲霧仁左衛門3（2017年）
  - 雲霧仁左衛門4（2018年）
  - 雲霧仁左衛門5（2022年）
- 妻は、くノ一最終章　第三回（2014年、NHK BSプレミアム） - 道具屋番頭
- 影武者・徳川家康（2014年、テレビ東京） - 小早川軍伝令
- 警察大学校 日丸教授の事件ノート（2014年、テレビ東京） - 佐伯
- 闇の狩人（2014年、時代劇専門チャンネル） - 松本
- わたしをみつけて（2015年、NHK） - 麻酔医
- 剣客商売～陽炎の男～（2015年、フジテレビ） - 太吉
- 鴨川食堂　第1～3話（2016年、NHK BSプレミアム） - 常連客
- 伝七捕物帖2　第六回（2017年、NHK BSプレミアム） - 男
- 立花登青春手控え3　第三回（2018年、NHK BSプレミアム） - 富蔵
- 黒書院の六兵衛（2018年、WOWOW） - 加倉井配下
- 小吉の女房　第三回（2019年、NHK BSプレミアム） - 用人
- 大江戸グレートジャーニー　最終話（2020年、WOWOW） - 護衛侍
- ライジング若冲～天才かく覚醒せり～（2021年、NHK） - 枡屋手代
- IP～サイバー捜査班　第8話（2021年、テレビ朝日） - スーパー店長

### 映画
- 晴れのち晴れ、ときどき晴れ（2013年、内片輝監督） - 潮川勤
- 武士の献立（2013年、朝原雄三監督） - 宮岸
- パンク侍、斬られて候（2018年、石井岳龍監督） - 黒和藩藩士
- 名も無き世界のエンドロール（2021年、佐藤祐市監督） - パーティー司会者
- 侍タイムスリッパー（2024年、安田淳一監督）[2]

### 舞台
- LOVE JUNGLE（チャーリーダンススタジオ）
- 八月のシャハラザード（劇団ふりぃすたいる） - 武志
- 極楽トンボの終わらない明日（劇団ふりぃすたいる） - 黒衣
- けれどスクリーンいっぱいの星（劇団ふりぃすたいる） - 男1
- 変身ポッコちゃん（劇団ふりぃすたいる） - 岡田泰造
- 証人（オクトパスブラザー） - 廷吏
- 笑っちゃうんだもの（ch.おこげ堂） - 近藤
- 廃れた空へ　風よ　鎮魂の詩を運べ（ダンスカンパニーディニオス）
- 舞体展　エロスの奢り（ダンスカンパニーディニオス）
- 明日へのとびら（明日へのとびら委員会） - 天美哲也
- プランクスティー～まごころを君に～（明日へのとびら委員会） - 美海慎一
- S.S.O. Vol.7　「トリシラベ」（カンセイの法則&10デシリットル） -西田
- なんでや（りきゅう倶楽部）
- 真実一路（りきゅう倶楽部） - 中村新太郎

### ラジオ
- FMふくやま
  - おはようときめきタイム - それゆけ！レ・ビン号リポーター
  - イブニングステーション - アシスタントパーソナリティ

### CM
- 養命酒製造
- ミスタードーナツ　「米粉ドーナツ　もっちり侍篇」
- UHA味覚糖　「プロポリスラボのど飴」
- ダスキン　「ハンディモップlala」
- トータテ　「トータテハウジング　未来家篇」
- アサヒペン　「NEWインテリアカラー　かべの模様替え　家族篇」
- アドベンチャーワールド　「2017　WINTER TWILITE」（2017年）
- ネスレ日本　「ピュリエ」（2018年）
- 岡山県特殊詐欺被害防止CM（2018年）
- インバスケット研究所　「判断力検定試験」（2019年）
- 百十四銀行　「主人公篇」（2021年）
- エディオン　「エアコン選び方から設置までお任せください！篇」（2021年）

### スチール
- 神戸製鋼所
- フリーマガジン「La・Plus」
- フリーマガジン「POSPAL」
- マンダム　「ルシード」
- コーナン

### PV・動画
- NTTドコモ　店頭用PV
- 三菱電機　カーナビゲーションシステム
- KDDIメディアウィル　interbee2001
- ORANGE RANGE「O2」MV - 殿
- 大阪ガス
  - WEBムービー「火育・キャンプ篇」
  - WEBムービー「IoT警報機　スマぴこ」
- 国立精神・神経医療研究センター病院　治験啓発ムービー
- パナソニック　プラズマ電子黒板「TH-65PB1」PV
- 大日本住友製薬　道徳プログラムDVD「未来のカルテ」
- ジェイテクト　EPS開発ストーリームービー
- ミリカシティ　ミリカヒルズPV
- NTTマーケティングアクト　「多言語翻訳サービス」ムービー
- あきんどスシロー　スシロー次世代型店舗PV
- 日産　NEWセレナ試乗紹介ムービー
- Google　G Suite紹介ムービー「リモート会議篇」
- 大阪タクシーセンター　新型コロナウィルス感染予防対策ムービー
- 田村薬品工業　美容ドリンク「Atoca」
- 名門大洋フェリー　PV「フェリーの魅力篇」
- 東和薬品　ブランドムービー